# Lippia praecox
Lippia praecox là một loài thực vật có hoa trong họ Cỏ roi ngựa. Loài này được Mildbr. ex Moldenke mô tả khoa học đầu tiên năm 1953.